# 瑙齐河
瑙齐河（俄语：Наутсийоки）是俄羅斯的河流，位於該國西北部摩爾曼斯克州，屬於帕茨河的支流，處於科拉半島北部，河道全長32公里，流域面積539平方公里。